# Фельсдорф
Фельсдорф (нем. Velsdorf) — деревня в Германии, в земле Саксония-Анхальт, входит в район Бёрде в составе коммуны Кальфёрде.
Население составляет 199 человек (на 31 декабря 2008 года). Занимает площадь 6,78 км².

## История
Первое упоминание о поселении относится к 1471 году.
1 января 2010 года, после проведённых реформ, Фельсдорф вошёл в состав коммуны Кальфёрде.

## Галерея

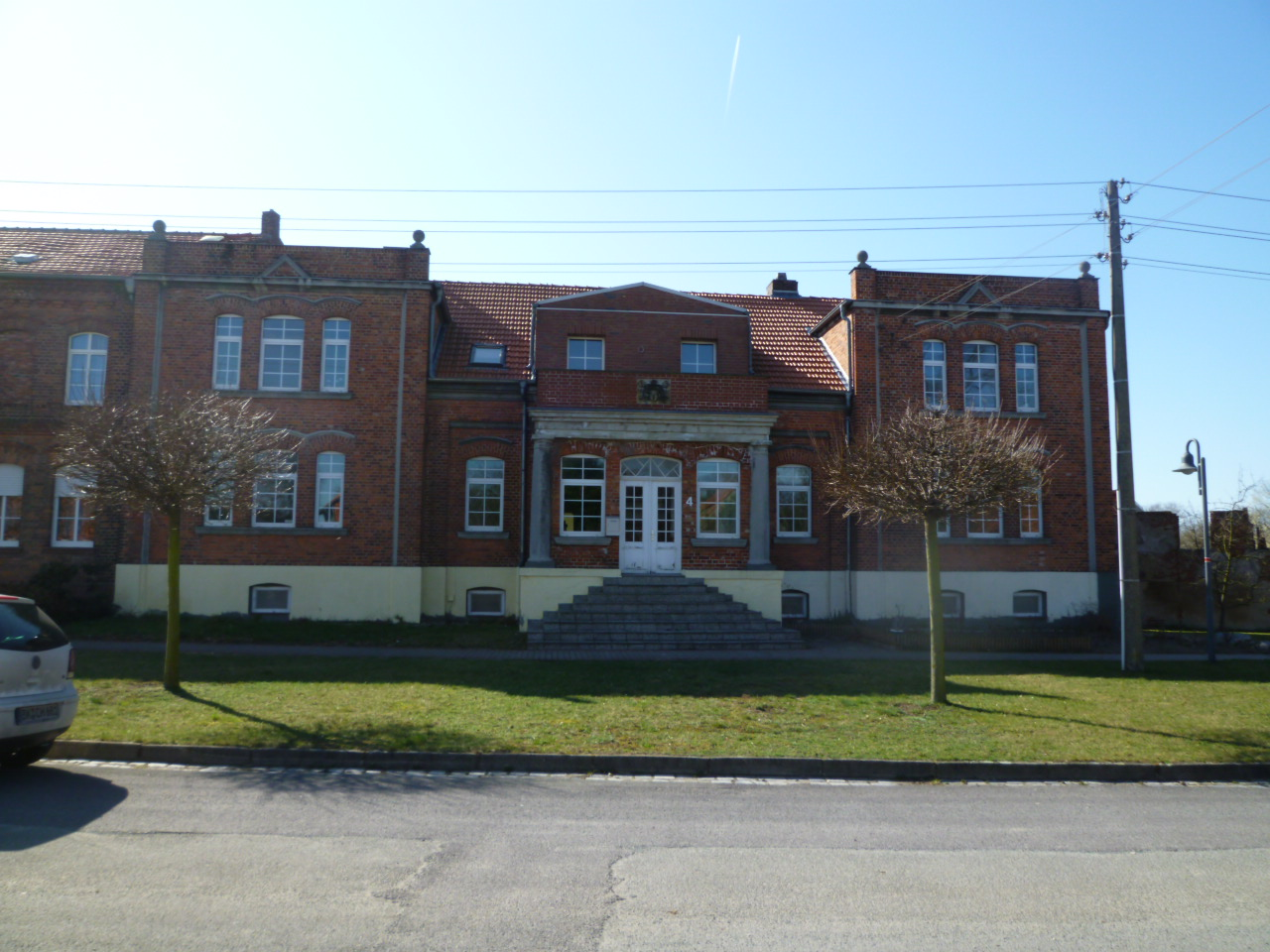
Жилой дом, 2012 год
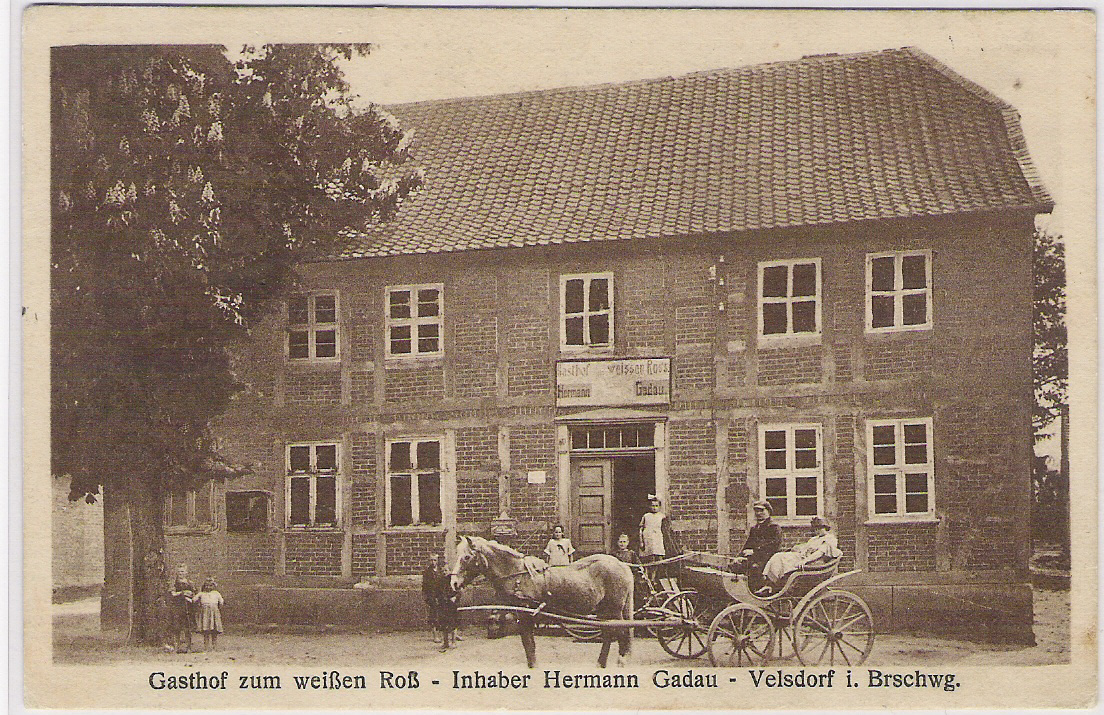
Жилой дом, 1925 год
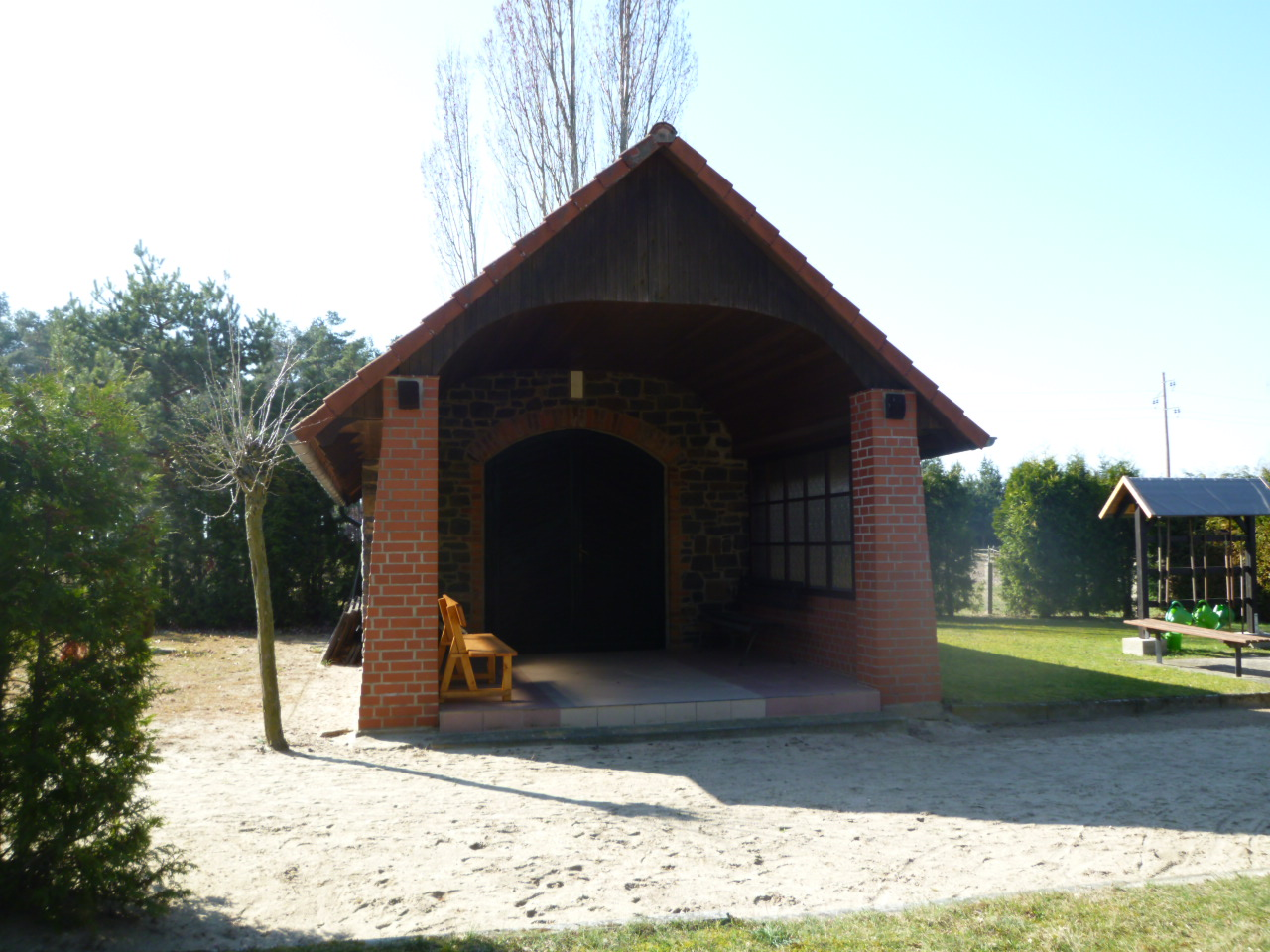
Часовня
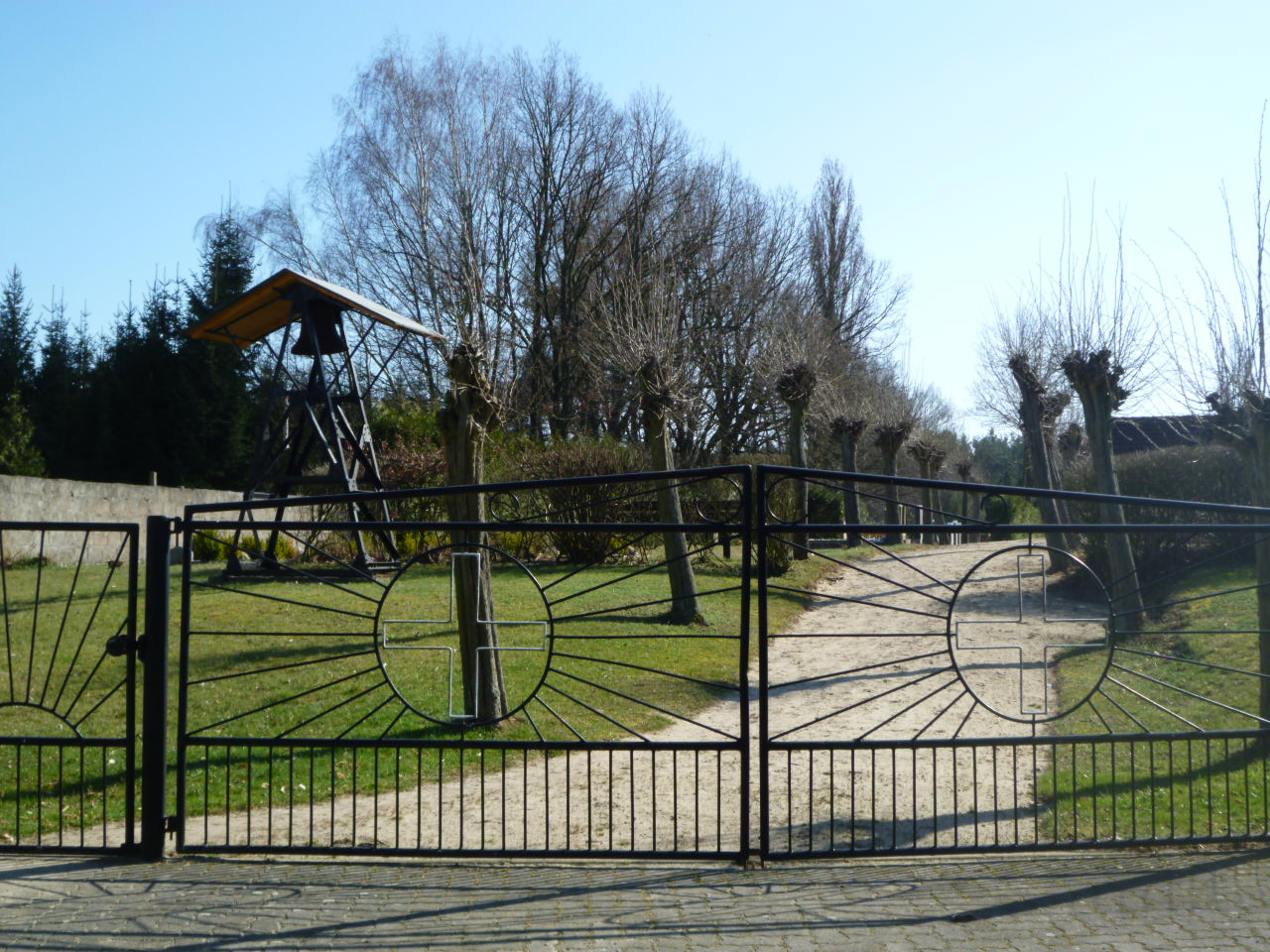
Колокольня на кладбище